# Edward Haygarth
Edward Haygarth (Cirencester, 26 aprile 1854 – 14 aprile 1915) è stato un calciatore inglese, di ruolo difensore.
Era un calciatore e un giocatore di cricket.
Gioca l'incontro internazionale tra la Nazionale inglese e la Scozia (2-2) del 6 marzo 1875 a Londra. Nel 2016, a più di cento anni dalla sua morte, il Reading istituisce la propria Hall of Fame, inserendo Haygarth tra gli undici eletti.